# 2019 dans les chemins de fer
| Années des chemins de fer : 2016 - 2017 - 2018 - 2019 - 2020 - 2021 - 2022    |
| Décennies des chemins de fer : 1980 - 1990 - 2000 - 2010 - 2020 - 2030 - 2040 |

## Inaugurations de nouvelles lignes de transport sur voie ferrée en France
- 2 février  : Prolongement de 1,4 km de la ligne C du tramway de Bordeaux (Vaclav Havel – Villenave Pyrénées).
- 17 juin  : Prolongement de 1,6 km de la ligne E du tramway de Strasbourg (Boecklin - Robertsau L'Escale).
- 28 juin  : Prolongement de 2 km de la ligne 2 du tramway de Nice (Magnan - Jean Médecin).
- 27 juillet  : Mise en service du tramway de Caen en version fer qui remplace un ancien tramway sur pneu (lignes T1-T3 : 16,4 km).
- 12 octobre  : Prolongement de 0,8 km de la ligne T1 du tramway de Paris (Asnières Les Courtilles – Asnières Quatre Routes).
- 19 octobre  : Mise en service du nouveau réseau de tramway d'Avignon (ligne T1 Saint Roch – Saint Chamand 5,2 km).
- 13 novembre  : Mise en service de la ligne T3 du tramway de Nice (Digue des Français - Saint-Isidore 3,8 km).
- 16 novembre  : Prolongement de 4,2 km de la ligne T3 du tramway de Saint-Étienne (Châteauxcreux Gare - Roger Rocher).
- 22 novembre  : Mise en service de la ligne T6 du tramway de Lyon (Debourg - Hôpitaux Est Pinel 6,7 km).
- 14 décembre  : Prolongement de 1,6 km de la ligne T2 du tramway de Nice (Jean Médecin - Port Lympia).
- 14 décembre : Mise en service de la ligne D du tramway de Bordeaux (Quinconces - Mairie du Bouscat 3,5 km)
- 14 décembre  : Prolongement de 4,7 km de la ligne T4 du tramway de Paris(Gargan - Arboretum (Montfermeil)).
- 15 décembre : Mise en service complète du réseau transfrontalier franco-suisse Léman Express et de la ligne ferroviaire transfrontalière CEVA (Genève – Annemasse).
- 16 décembre : Prolongement de 900 mètres de la ligne 2 du métro de Marseille. Le nouveau terminus nord (ancien terminus : Bougainville)   Gèze est situé dans le 15e arrondissement.

## Transports en commun dans le monde

### Nouvelles lignes et nouveaux réseaux inaugurés en 2019
De nouveaux réseaux de transport en commun sont entrés en service en 2019  :
- Métro
  - Hohhot (Chine) : Ligne 1 Yili Health Valley - Bayan (Airport) (21,7 km)
  - Macau (Chine) : Linha da Taipa Oceano - Terminal Marítimo da Taipa (9,3 km)
  - Xuzhou (Chine) : Ligne 1 Luwo - Xuzhou East Railway Station (22 km)
  - Changzhou (Chine) : Ligne 1 Forest Park - Nanxiashu (34,2 km)
  - Lanzhou (Chine) : Ligne 1 Chenguanying - Donggang (26,8 km)
  - Sydney (Australie) : Ligne NW Metro Chatswood - Tallawong (36 km)
  - Doha (Qatar) : Ligne Red  Al Qassar - Al Wakra (20 km)
  - Jakarta (Indonésie) : Ligne MRT Bunderan HI - Lebak Bulus (15,7 km)
  - Nagpur (Inde) : Ligne Sitabuldi - Khapri (13,5 km)
  - Ahmedabad (Inde) : Ligne 1 Vastral Gam - Apparel Park (6,5 km)

- Métro léger
  - Jinan (Chine) : Ligne Fangte - Gongyanyuan (26,2 km)

- Tramway
  - Doha (Qatar) : Ligne Education City  Stadium North - Qatar Academy (2,4 km)
  - Avignon (France) : Ligne T1 Saint Roch – Saint Chamand (5,2 km)
  - Kitchener/Waterloo (Canada) : Ligne Conestoga - Fairway (19 km)
  - Canberra (Australie) : Ligne Gungahlin Place - Alinga Street (12 km)
  - Newcastle (Royaume-Uni) : Ligne Newcastle Interchange - Newcastle Beach (2,6 km)
  - Sanya (Chine) :  Sanya Railway Station - Jiefang Road (3,9 km)

- RER
  - Wenzhou (Chine) : Ligne S1 Tongling - Olympic Center (34,4 km)

Dans les réseaux de transport en commun existants les nouvelles lignes suivantes ont été inaugurées  en 2019 : 
- Métro 
  - Jinan (Chine) : Ligne 3 Tantou - Longdong (21,6 km)
  - Chengdu (Chine) : Ligne 5 Huagui Rd - Huilong (49 km)
  - Hefei (Chine) : Ligne 3 Xiangcheng Road - Xingfuba (37,2 km)
  - Xiamen (Chine) : Ligne 2 Wuyuanwan - Tianzhushan (41,6 km)
  - Suzhou (Chine) : Ligne 3 Suzhou Xinqu Railway Station - Weiting (45,3 km)
  - Xi'an (Chine) : Ligne Airport Intercity Line Beikezhan (North Railway Station) - Airport West (T1, T2, T3) (29,3 km)
  - Zhengzhou (Chine) : Ligne 14 Tielu - Olympic Sports Center (7,4 km)
  - Ningbo (Chine) : Ligne 3 Datong Bridge - Gaotang Bridge (16,7 km)
  - Hangzhou (Chine) : Ligne 5 Liangmu Road - Shanxian (16,2 km)
  - Changsha (Chine) : Ligne 4 Guanziling - Dujiaping (33,5 km)
  - Shenyang (Chine) : Ligne 9 Nujianggongyuan - Jianzhudaxue (29 km)
  - Zhengzhou (Chine) : Ligne 5 Circle Line (40 km)
  - Fuzhou (Chine) : Ligne 2 Suyang - Yangli (30 km)
  - Nanning (Chine) : Ligne 3 Keyuan Dadao - Pingliang Overpass (27,9 km)
  - Doha (Qatar) : Ligne Red  Al Qassar - Lusail & Airport branch (~20 km)
  - Doha (Qatar) : Ligne Green Al Riffa - Al Mansoura (22 km)
  - Doha (Qatar) : Ligne Gold Al Aziziyah - Ras Bu Abboud (14 km)
  - Copenhague (Danemark) : Ligne M3 Cityringen (15,5 km)
  - Séoul/Gimpo (Corée du Sud) : Ligne  Gimpo Gold Gimpo Airport - Yangchon (23,5 km)
  - Jakarta (Indonésie) : Ligne LRT Velodrome - Kelapa Gading Mall (5,8 km)
  - Moscou (Russie) : Ligne 15 Kosino - Nekrasovka (5,3 km)
  - Panamá (Panama) : Ligne 2 San Miguelito - Nuevo Tocumen (22 km)
  - Téhéran (Iran) : Ligne 6 Shohada Square - Dowlat Abad (9 km)
  - Delhi (Inde) : Ligne Grey Dwarka - Najafgarh (4,3 km)
  - Delhi/Noida (Inde) : Ligne Aqua   Sector 51 - Depot Station (29,7 km)
  - Santiago (Chili) : Ligne L3 Los Libertadores - Fdo. Castillo Velasco (20 km)

- Métro léger
  - Ottawa (Canada) : Ligne Confederation   Blair - Tunney’s Pasture (12,5 km)

- RER
  - Pékin (Chine) : Ligne Daxing Airport Express Cao Qiao - Daxing Airport (41,4 km)

- Tramway
  - Tramway de Lyon : Ligne T6  Debourg - Hôpitaux Est Pinel (6,7 km)
  - Tramway de Nice : ligne T3  Digue des Français - Saint-Isidore (3,8 km)
  - Tramway de Bordeaux : ligne D  Quinconces - Mairie du Bouscat (3.5 km)

|               | Métros           | Métros           | RER              | RER              | Métro léger      | Métro léger      | Tramways         | Tramways         |
| ------------- | ---------------- | ---------------- | ---------------- | ---------------- | ---------------- | ---------------- | ---------------- | ---------------- |
|               | Nouvelles lignes | Nouveaux réseaux | Nouvelles lignes | Nouveaux réseaux | Nouvelles lignes | Nouveaux réseaux | Nouvelles lignes | Nouveaux réseaux |
| Amérique      | 2                |                  | 1                |                  |                  |                  | 1                | 1                |
| Canada        |                  |                  | 1                |                  |                  |                  | 1                | 1                |
| Chili         | 1                |                  |                  |                  |                  |                  |                  |                  |
| Panama        | 1                |                  |                  |                  |                  |                  |                  |                  |
| Asie          | 30               | 9                | 1                | 1                | 2                | 1                | 2                | 2                |
| Chine         | 19               | 5                | 1                | 1                | 2                | 1                | 1                | 1                |
| Corée du Sud  | 1                |                  |                  |                  |                  |                  |                  |                  |
| Inde          | 4                | 2                |                  |                  |                  |                  |                  |                  |
| Indonésie     | 2                | 1                |                  |                  |                  |                  |                  |                  |
| Iran          | 1                |                  |                  |                  |                  |                  |                  |                  |
| Qatar         | 3                | 1                |                  |                  |                  |                  | 1                | 1                |
| Europe        | 2                |                  |                  |                  |                  |                  | 5                | 2                |
| Danemark      | 1                |                  |                  |                  |                  |                  |                  |                  |
| France        |                  |                  |                  |                  |                  |                  | 4                | 1                |
| Royaume-Uni   |                  |                  |                  |                  |                  |                  | 1                | 1                |
| Russie        | 1                |                  |                  |                  |                  |                  |                  |                  |
| Océanie       | 1                | 1                |                  |                  |                  |                  | 1                | 1                |
| Australie     | 1                | 1                |                  |                  |                  |                  | 1                | 1                |
| Total général | 35               | 10               | 2                | 1                | 2                | 1                | 9                | 6                |

### Nombre de kilomètres de voie ajoutés en 2019
| Pays          | Métro léger | Métro  | RER   | Tramway | Total  |
| ------------- | ----------- | ------ | ----- | ------- | ------ |
| Afrique       |             | 4      |       | 23,4    | 27,4   |
| Algérie       |             |        |       | 6,9     | 6,9    |
| Egypte        |             | 4      |       |         | 4      |
| Maroc         |             |        |       | 16,5    | 16,5   |
| Amérique      | 29,1        | 48,5   |       | 26,7    | 104,3  |
| Argentine     | 5,1         | 2      |       |         | 7,1    |
| Brésil        |             | 4,5    |       | 1       | 5,5    |
| Canada        | 12,5        |        |       | 19      | 31,5   |
| Etats-Unis    | 11,5        |        |       | 6,7     | 18,2   |
| Panama        |             | 22     |       |         | 22     |
| Chili         |             | 20     |       |         | 20     |
| Asie          | 26,2        | 986,7  | 130,2 | 66,3    | 1209,4 |
| Chine         | 26,2        | 727    | 130,2 | 63,9    | 947,3  |
| Corée du Sud  |             | 29,8   |       |         | 29,8   |
| Inde          |             | 122,6  |       |         | 122,6  |
| Indonésie     |             | 21,5   |       |         | 21,5   |
| Iran          |             | 13     |       |         | 13     |
| Japon         |             | 4,1    |       |         | 4,1    |
| Qatar         |             | 56     |       | 2,4     | 58,4   |
| Thaïlande     |             | 12,7   |       |         | 12,7   |
| Europe        | 15          | 63,4   | 92,6  | 109,6   | 280,6  |
| Allemagne     |             | 0      | 0     | 1,9     | 1,9    |
| Autriche      |             |        |       | 4,6     | 4,6    |
| Belgique      |             |        |       | 3,5     | 3,5    |
| Danemark      |             | 15,5   |       | 4       | 19,5   |
| France        |             | 0,9    |       | 52,9    | 53,8   |
| Hongrie       |             |        |       | 1,5     | 1,5    |
| Italie        |             |        |       | 5       | 5      |
| Pays-Bas      | 2           | 24     |       | 8       | 34     |
| Pologne       |             | 3,1    |       | 0,9     | 4      |
| Royaume-Uni   |             |        |       | 3,3     | 3,3    |
| Russie        |             | 19,9   |       | 3,2     | 23,1   |
| Serbie        |             |        |       | 3,3     | 3,3    |
| Suisse        |             |        | 16    | 4,9     | 20,9   |
| Turquie       | 13          |        | 76,6  | 11,2    | 100,8  |
| Tchéquie      |             |        |       | 1,4     | 1,4    |
| Océanie       |             | 36     |       | 19,3    | 55,3   |
| Australie     |             | 36     |       | 19,3    | 55,3   |
| Total général | 70,3        | 1138,6 | 222,8 | 245,3   | 1677   |